# Sabine Zwiener
Sabine Beate Zwiener, po mężu Jauchstetter (ur. 5 grudnia 1967 w Heilbronn) – niemiecka lekkoatletka, biegaczka średniodystansowa, złota i srebrna medalistka halowych mistrzostw Europy, olimpijka. Do czasu zjednoczenia Niemiec reprezentowała RFN.

## Kariera sportowa
Specjalizowała się w biegu na 800 metrów, choć pierwsze sukcesy odniosła na krótszych dystansach. Na mistrzostwach Europy juniorów w 1985 w Chociebużu zdobyła złoty medal w sztafecie 4 × 400 metrów oraz brązowy medal w biegu na 400 metrów przez płotki.
Zwyciężyła w biegu na 800 metrów na halowych mistrzostwach Europy w 1988 w Budapeszcie, wyprzedzając Olgę Nielubową ze Związku Radzieckiego i swą koleżankę z reprezentacji RFN Gabrielę Lesch. Na halowych mistrzostwach Europy w 1990 w Glasgow zdobyła srebrny medal na tym dystansie, za Lubow Guriną z ZSRR, a przed Lorraine Baker z Wielkiej Brytanii.
Po zjednoczeniu Niemiec Zwiener wystąpiła w biegu na 800 metrów na  igrzyskach olimpijskich w 1992 w Barcelonie i na mistrzostwach świata w 1993 w Stuttgarcie, w obu przypadkach odpadając w półfinałach.
Była wicemistrzynią RFN, a później Niemiec w biegu na 800 metrów w 1987 i 1993 oraz brązową medalistką w 1990 i 1992. W hali była mistrzynią RFN na tym dystansie w 1988 i 1990.

## Rekordy życiowe
- bieg na 800 metrów – 1:59,33 (19 czerwca 1988, Düsseldorf)[8]
- bieg na 800 metrów (hala) – 2:01,19 (6 marca 1988, Budapeszt)[8]